# 라치

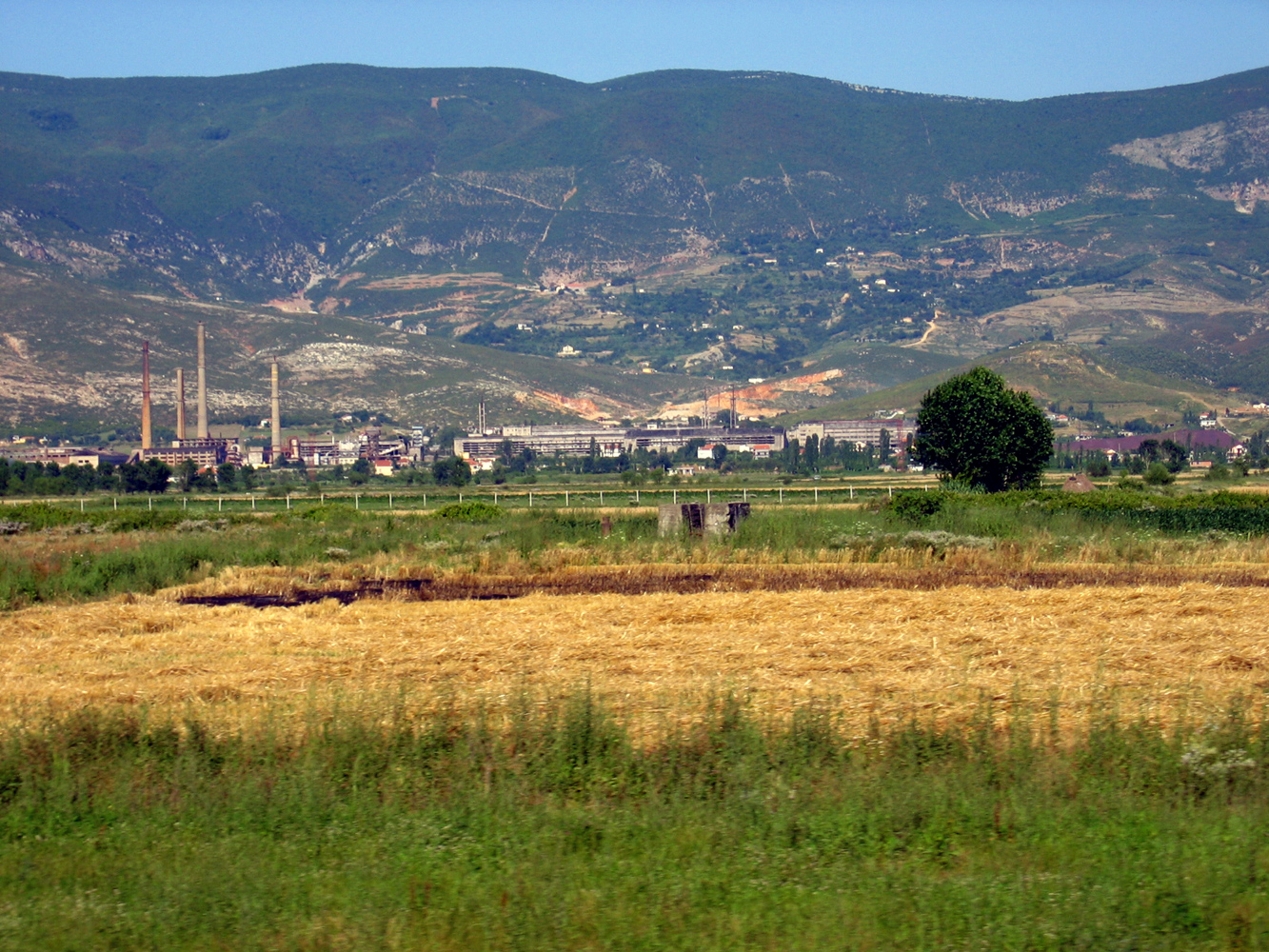
라치

라치(알바니아어: Laç)는 알바니아 북서부 레저주에 위치한 마을이다. 2015년 지방 정부에서 커르빈의 지방 자치 단체에 편입하였다. 쿠르빈현의 행정 중심지이기도 하였다. 2011년 기준 라치의 인구는 17,086명이다. KF 라치(KF Laçi)라는 축구 클럽이 라치에 연고를 두고 있다.